# Ribeirão Jacaré
O ribeirão Jacaré é um curso d'água que atravessa a cidade de Itatiba, no estado de São Paulo.
É considerado um rio urbano, pois sua maior extensão corta a área urbana central de Itatiba. As águas do ribeirão Jacaré, no entanto, são formadas por diversas nascentes à montante, em área rural. Sua extensão é de aproximadamente 7,5 km, sendo 3,5 km em área rural e 4 km em área urbana. O ribeirão deságua no rio Atibaia, com seu curso estando integralmente em território itatibense.